# 조더네이어스
조더네이어스(The Jordanaires)는 1948년 결성된 미국의 복음성가 사중창단이다. 엘비스 프레슬리의 반주 그룹을 맡은 것으로 유명, 1956년에서 1972년까지 조력했다. 다른 컨트리 및 로큰롤 아티스트의 녹음, 무대 공연, 텔레비전 출연 등에서도 활약했다.
조더네이어스는 미주리주 스프링필드에서 출범했다. 1940년대 말엽 밥 헙버드, 빌 매슈, 모티 매슈, 컬리 홀트 등이 원년 멤버로서 활동했으며 남성사중창 및 영가를 주로 불렀다. 1949년에는 《그랜드 올 오프리》에 첫 출연했다. 1950년대 초엽에는 일원 교체가 진행되었다. 징집된 헙버드와 병환으로 앓는 빌 매슈가 고든 스토커와 호이트 해킨스로 교체됐다. 1953년 모티 매슈는 개인 사정으로 그룹을 이탈하고 닐 매슈가 그 자리를 대신한다. 1954년 조더네이어스는 엘튼 브릿, 레드 폴리, 지미 웨클리 등속 아티스트와 합동했다. 그해 에디 아놀드의 텔레비전 쇼에도 출연, 갓 RCA 빅터와 계약 맺은 열혈한 팬 엘비스 프레슬리가 그들을 반주 공연자로 추대했다. 스타로 도약한 뒤에도 엘비스는 그들을 계속 백업 싱어로서 고용하겠노라 약속했다. 그들은 1970년대까지 엘비스의 영화 및 복음성가 음반에 공헌하거나 했다. 1954년 컬리가 병으로 휴 자레트로 교체, 또 휴는 1958년에 떠나고 레이 워커가 대체한다.
엘비스의 반주를 서지 않을 때면 본인들의 컨트리 음반 제작에 망쇄했다. 현재한 편곡가 닐 매슈는 짐 리브스의 대히트곡 〈Four Walls〉 (1957)에 기여한 바가 크다. 1959년 조더네이어스는 팻시 클라인과 작업을 시작하고 이제까지도 녹음 스튜디오 및 공연에서 폭넓이 쓰이는 내슈빌 수효 체계를 고안했다. 조더네이어스는 미국 텔레비전 및 라디오 아티스트/배우 협회 창립에 공고했으며 제인 프리크, 주디 로드맨 등속 가수가 비롯되게 공헌했다.

## 같이 보기
- 내슈빌 A-팀